# سپاسگزارم… مادربزرگ
سپاسگزارم… مادربزرگ (ایتالیایی: Grazie... nonna) که در کشورهای انگلیسی‌زبان با نام پسرک عاشق (انگلیسی: Lover Boy) شناخته می‌شود، یک کمدی سکسی ایتالیایی به کارگردانی مارینو جیرولامی است که در سال ۱۹۷۵ منتشر شد.

## بازیگران
- ادویژ فنش
- انریکو سیمونتی
- والریا فابریتسی
- جانفرانکو دانجلو
- والریو فیوراوانتی